# Dean Huiberts
Dean Huiberts, né le 16 mai 2000 à Kampen aux Pays-Bas, est un footballeur néerlandais qui joue au poste de milieu de terrain au Pro Vercelli 1892.

## Biographie

### En club

#### PEC Zwolle
Né à Emmen aux Pays-Bas, Dean Huiberts est formé par le FC Twente, avant de rejoindre le centre de formation du PEC Zwolle. Il signe son premier contrat professionnel le 14 juin 2019,. C'est avec ce club qu'il fait ses débuts en professionnel. Il joue son premier match en professionnel le 11 août 2019, face au FC Utrecht. Il est titularisé lors de cette rencontre perdue par les siens sur le score de trois buts à un.
En décembre 2020, Huiberts prolonge son contrat avec le PEC Zwolle de quatre saisons, soit jusqu'en 2025.
Huiberts inscrit son premier but en professionnel le 26 octobre 2021, lors d'une rencontre de coupe des Pays-Bas contre De Graafschap. Il est titularisé et participe à la victoire de son équipe par quatre buts à un.

## Vie privée
Il est le neveu de Max Huiberts (en), ancien footballeur professionnel et directeur technique de l'AZ Alkmaar.